# Minna Reverelli
Minna Reverelli (née Hermina Gnapp) (*9 de abril de 1892, Viena, Austria) fue una cantante austríaca especializada en el típico "Yodel" alpino
Nació el 9 de abril de 1892 en Viena. En 1910 debutó como Soubrette en Hamburgo y posteriormente en Berlín, Núremberg, París y Viena.
Se casó en Berlín en 1920 con Georg Malsy en segundas nupcias, el primer matrimonio fue con Johann Gnapp padre de sus hijos vieneses en 1910 y 1914.
En 1921, su hija Helene Hermione Malsy nació en Munich. Desde 1927 hizo giras por Ámsterdam, Zúrich, Stuttgart, Stettin, Berlín, Hamburgo, Constanza y Basilea. Desde 1928 hasta 1932, Minna Reverelli fue miembro del conjunto en el teatro Münchner Platzl.
El 4 de agosto de 1936 se embarcó con su esposo e hija en Boulogne Sur Mere (Francia) en el Volendam con destino a Nueva York.
El 5 de febrero de 1952, su nombre está una vez más en una lista de pasajeros: viajó con el Queen Mary de Cherbourg a Nueva York.
Poco o nada se sabe sobre su vida en los Estados Unidos y la fecha de su muerte.
Otras fuentes afirmaban que era judía y que desapareció en 1941.
Según este documento en línea firmado por su nieta Medea Reverelly, su abuela realizó viajes a Baviera durante la guerra pero se estableció en Colorado donde trabajó y murió.
Realizó varias grabaciones, en 1957 el sello Parlophone editó un disco con sus cuatro grandes éxitos.